# Govind Park
Der Govind Park ist ein Sportstadion im fidschianischen Ba. Benannt ist die Anlage nach Kishore Nand Govind († 2020), der zwischen 1969 und 1975 Bürgermeister von Ba war, Richter am Obersten Gericht und Förderer des Fußballs in Fidschi.
Das am 17. Juli 1976 durch Manikam V. Pillay, den damaligen Präsidenten der Fiji Football Association eröffnete Stadion fasst etwa 13.500 Zuschauer und wird vom am Ort ansässigen Verein Ba FC für seine Heimspiele genutzt. Manchmal werden auch Spiele der fidschianischen Fußballnationalmannschaft in diesem Stadion ausgetragen. Zudem fanden bereits mehrfach internationale Begegnungen dort mit Mannschaften aus Asien, Australien, Neuseeland oder dem Südpazifik statt. Im Juni 2011 wurde der Kshatriya World Cup BA 2011 ausgetragen.